# Mine d'antimoine d'Aïn Kerma
La mine d'antimoine du Djebel Taya, à une vingtaine de kilomètres à l'ouest de Constantine, a été explorée et exploitée à l'époque de la colonisation française, principalement au XXe siècle et en particulier pendant la Première Guerre mondiale, car elle d'une teneur élevée en antimoine, métal utilisé à grande échelle dans l'artillerie.

## Histoire
Les gîtes d'Aïn-Kerma paraissent avoir été découverts en 1906 par MM. Tatin et Toretta, prospecteurs à Constantine. L'antimoine est de la "valentinite", formée de cristaux aciculaires, exploités en tant que minerai. Au début du XXe siècle, la France est alors le premier producteur mondial d'antimoine. La Compagnie des mines de La Lucette, sa principale société dans ce domaine s'y investit, car les préparatifs de guerre augmentent la demande d'antimoine, pour durcir le plomb utilisé dans l'armement: les riches gîtes d'antimoine d'Aïn Kerma ont ainsi été redécouverts en 1913. De plus, pendant la Première Guerre mondiale, la Compagnie des mines de La Lucette doit investir dans les gisements algériens, pour ne pas perdre sa fonderie, car la production d'antimoine de son gisement de Mayenne est en fin de vie. L'antimoine d'Aïn Kerma est aussi connu pour être associé à de l'arsenic, comme c'est le cas de gisements en Auvergne .
L'État français prend le décret du 28 août 1920, créant 7 concessions en Algérie, dont 4 d'antimoine. Le décret du 26 janvier 1923 institue la concession de la Mine d'antimoine, dans la commune d'Aïn Kerma et sa commune limitrophe Bizot, sur une étendue de 388 hectares, à une petite vingtaine de kilomètres à l'ouest de Constantine (Algérie). La concession est donnée à la Société des mines d'Aïn-Kerma, basée au 4 rue de Rome à Paris, au capital de 1 million de francs, en 10 000 actions de 100 francs. Filiale de la Compagnie des mines de La Lucette, créée à cet effet, elle est surtout propriétaire à sa création de la mine du Nador N'Baïls et a pour administrateurs Henri Portier,
Marcel Biver, G. Dubar, Joseph Faure, Henri Heyndrickx et Raymond Thillaye du Boullay. Les actives recherches poursuivies dans ce gîte n'ont "pas encore permis la reconnaissance d'une suite durable de ce gîte", déplore cependant Le Journal des finances du 30 avril 1926. 
La mine d'Aïn Kerma, à première vue épuisée rapidement pendant la Première Guerre mondiale, a fait l'objet en 1930 d'une mission d'un ingénieur, qui a travaillé trois ans à la Compagnie du Boléo. Ensuite, les cours de l'antimoine chutent dans le sillage du Krach de 1929, la très difficile année 1932 pour les métaux aliénant la rentabilité de nombreux gisements. La mine d'Aïn Kerma est rouverte en 1932. En Mayenne, "l'exploitation à la mine du Genest devra être arrêtée, à moins d'une découverte imprévisible, dans le courant de l'année 1934", s'est en effet inquiété le 1er janvier L’Écho des mines et de la métallurgie, qui observe le 1er juin 1936 que "l'exploitation de notre mine de Kheneg en Algérie, ainsi que celle adjacente de notre filiale d'Aïn-Kerma, ont fourni un appoint important de minerais pour l'approvisionnement de nos usines du Genest (Mayenne), mais les recherches précédant de très peu l'exploitation, les tonnages reconnus restent très limités". L'extraction est cependant relancée dans le courant de l'année 1936 par la découverte d'une très importante prolongation du gisement d'Aïn Kerma, grâce aux recherches du docteur en géologie Paul Deleau, sous la direction de Pierre Thiéry.
Une campagne de sondages au diamant est entreprise au début de 1937. Et en 1937 aussi, la compagnie acquiert le gisement du Djebel Hammimat. Une ligne à haute tension de 6 kilomètres de long est alors déployée pour alimenter les équipements de la mine d'Aïn-Kerma, ce qui permet d'installer l'éclairage pour les 3 000 habitants du village. La mine va produire 44 000 tonnes de minerai oxydé à 40 % d'antimoine, appelé cervantite, entre 1915 et 1945 (principalement sur neuf ans, de 1936 à 1945). La mine sert de base de liaison au site archéologique romain de Tiddis, tout proche, inauguré en avril 1941 par l'archéologue André Berthier. Le géologue Paul Deleau, qui succèdera à Gaston Bétier à la direction du service de la Carte géologique de l'Algérie, a raconté dans un livre l'expansion du gisement d'Aïn Kerma. Il effectuera pendant la Seconde Guerre mondiale des recherches sur l'étendue du bassin houiller de Djerada, dans le sud oranais et la région de Colomb-Béchar et Abadla, doté d'une de 70 centimètres de charbon sur 4 000 kilomètres carrés.
La Compagnie des mines de La Lucette va ensuite augmenter les quantités produites, à partir de 1936, à Aïn Kerma, mine où des spécimens de valentinite, en agrégats de cristaux aciculaires, seront exploités en tant que minerai,. La Société des mines d'Aïn-Kerma sera à la fin des années 1840 autorisée à réunir la concession du Djebel Taya à la concession des mines de zinc et métaux connexes d'Hammam N'Bails
Progressivement, la mine du Nador N'Baïls monte à son tour en puissance, avec une production deux fois plus massive que celle d'Aïn Kerma, mais d'une teneur environ trois fois moins élevée. Alors qu'elle produisait, au début, surtout du zinc, la mine du Nador N'Baïls devient peu à peu le principal fournisseur d'antimoine d'Algérie, avec 6 000 tonnes par an, soit l'équivalent de la consommation totale française et toujours 5 517 tonnes en 1956, année où le conseil d'administration examine une proposition de fondre l'antimoine sur place, plutôt que l'acheminer par camions, trains et bateaux vers la fonderie de Laval, via le port d'Annaba. La mine du Nador N'Baïls est pillée par un commando du FLN le 8 novembre 1954 et immédiatement placée sous la protection d'un détachement de l'armée française, qui y restera huit ans, jusqu'en 1962. En 1959, avec l'autre principal gisement algérien de la compagnie, celui d'Aïn Kerma, elle produit 8 200 tonnes par an, malgré la guerre d'Algérie.